# Opizwet
Opizwet, auch Opitsvet geschrieben (bulgarisch Опицвет) ist ein Dorf in der Gemeinde Kostinbrod in Westbulgarien.

## Geografie
Opizwet liegt im östlichen Teil des Talkessels von Sofia. 
Das Dorf befindet sich politisch gesehen in der Gemeinde Kostinbrod, welche in der Oblast Sofia liegt. Die Stadt Kostinbrod befindet sich 10 km, Sofia 30 km entfernt.

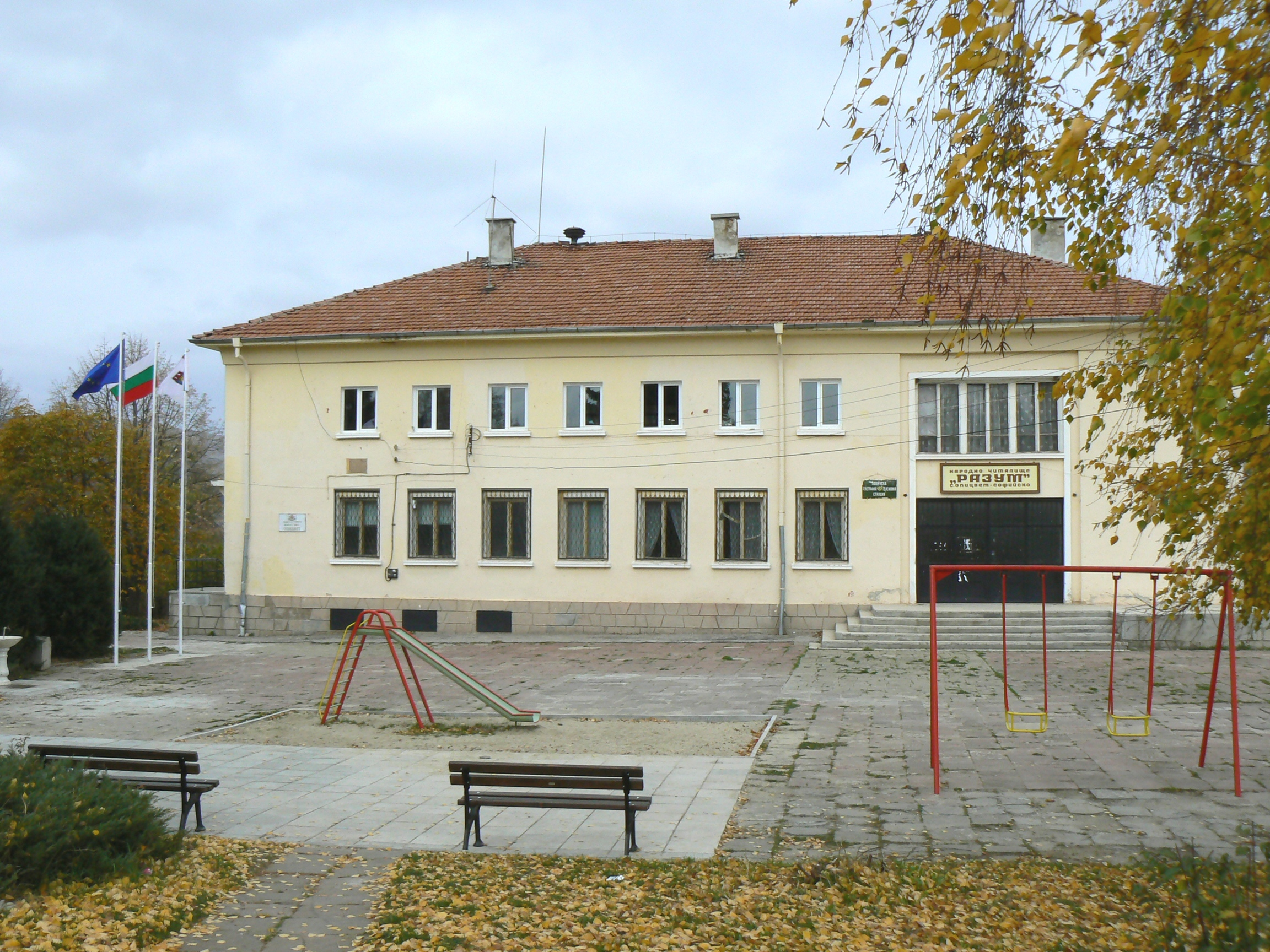
Rathaus mit Spielplatz im Dorf

1,5 km westlich des Dorfes entspringt der Fluss Blato.

## Sehenswürdigkeit
Die mehr als 100 Jahre alte Kirche (Swt. Nedelja) befindet sich im zentralen Bereich des Dorfes.

## Verkehr
Das Dorf liegt an der Nationalstraße 811.

## Bevölkerungsentwicklung
Die Bevölkerungszahl liegt seit 1993 durchschnittlich bei 380.
| Datum      | Einwohnerzahl |
| ---------- | ------------- |
| 31.12.1934 | 901           |
| 31.12.1946 | 891           |
| 01.12.1956 | 703           |
| 01.12.1965 | 605           |
| 02.12.1975 | 610           |
| 04.12.1985 | 514           |